# Dänische Kanzlei
Die Dänische Kanzlei (dänisch Danske Kancelli) war vom 17. bis 19. Jahrhundert die für die Verwaltung der zentralen Landesteile und der nordatlantischen Besitzungen zuständige Verwaltungsbehörde des Königreichs Dänemark mit Sitz in Kopenhagen.

## Geschichte und Kompetenzen
Die Dänische Kanzlei nahm in dänischer Sprache die Verwaltung der zentralen Landesteile Nørrejylland, Fünen, Seeland und bis 1645 Halland und bis 1656 Schonen und Blekinge sowie Norwegens und der nordatlantischen Besitzungen Island, Färöer und Grönland wahr. Daneben gab es die Deutsche Kanzlei, die vom 17. bis 19. Jahrhundert für die Herzogtümer Schleswig (Sønderjylland) und Holstein zuständige Verwaltungsbehörde in deutscher Sprache. Beide Behörden hatten ihren Ursprung in der Herzoglichen Kanzlei von Friedrich I. auf Schloss Gottorf in der ersten Hälfte des 16. Jahrhunderts und markieren den Aufbau einer zentralen staatlichen Verwaltungsorganisation der Frühen Neuzeit. Bis 1848 hatte der Leiter der Kanzlei, meist ein Mitglied des hohen Adels, auch großen Einfluss auf die Regierung insgesamt.
Struensee teilte 1771 die Dänische Kanzlei in das dänische, norwegische und koloniale Departement auf, was nach seinem Fall aber sofort rückgängig gemacht wurde. An der typisch absolutistischen Einheit von Legislative, Exekutive und Judikative änderten weder er, noch die Verwaltungsreform von 1799 etwas. Erst im Zuge der Aufhebung des Absolutismus 1848 wurde aus der Dänischen Kanzlei das Statsministeriet (Staatskanzlei), das indenrigsministeriet (Innenministerium), justitsministeriet (Außenministerium) und das ecclesiastikministeriet (Kultusministerium) gebildet.